# Ivan Kordić
Ivan Kordić (Blizanci, 22. veljače 1945. – 18. siječnja 2023.) bio je hrvatski i bosanskohercegovački pjesnik, književni kritičar, novinar.

## Životopis
Pučkoškolsku i gimnazijsku naobrazbu namaknuo u Mostaru, a studij hrvatsko-srpskog jezika i književnosti diplomirao na Pedagoškoj akademiji u Dubrovniku. Dobitnik je Šestotravanjske nagrade Grada Sarajeva 2001. godine. Radio je na RTV BiH.

## Djela
- Rumen (pjesme, 1964.)
- Rika na razbojištu sunca (pjesme, 1967.)
- Odbjegla krinka (pjesme, 1972.)
- Antologija bosanskohercegovačke poezije (1976.)
- Kuća pod nebom (pjesme, 1977.)
- Večernje vino (pjesme, 1980.)
- Veranda prema moru (pjesme i zapisi, 1984.)
- Iza nekih godina (pjesme, 1985.)
- Poezija (izbor, 1987.)
- Jeruzalemski zid (pjesme, 1990.)
- Kao priče, kao pjesme (pjesme, 1995.)
- Težina zemlje (pjesme, 1996.)
- Laž, mržnja, zločin (eseji, 1997.)
- Cesta izvan krajolika (2004.)[3]
- Sarajevo post bellum (2004.)

## Vanjske poveznice
- P.E.N.